# Farah Damji
Farah Damji (Kampala, 9 de outubro de 1966), também conhecida como  Farah Dan, é uma criminosa com múltiplas acusações tanto no Reino Unido quanto nos Estados Unidos. Damji foi descrita pelo jornal The Sunday Times como uma "notória vigarista", e por outros jornais como "A mulher mais perigosa de Londres".

## Vida pessoal
Damji nasceu na Uganda em 1966, filha de um pai multimilionário e profissional da área de incorporação de imóveis, Amir Damji. Ela se mudou com a sua família para Londres em 1970. Ela é sobrinha da jornalista Yasmin Alibhai-Brown (irmã de Amir); que se refere a infância de sua sobrinha em sua autobiografia "No Place Like Home". Damji possuía o transtorno de personalidade borderline, além de vício em cocaína e bebida alcóolica. Ela se casou e teve dois filhos.

## Nos Estados Unidos e na África do Sul
Durante 1993-1995, Damji foi dona de uma galeria de arte em Manhattan e East Hampton. Naquela época, ela alugou um apartamento para si. Ela deu para o locador um cheque de $20,00 que havia recebido, o qual depois ela alterou para $20.000,00; quando o cheque foi devolvido, o locador obteve uma ordem de despejo e confiscou os seus pertences. Damji então falsificou a assinatura do Juiz responsável pelo caso e alterou a decisão para que ela pudesse pegar os seus pertences de volta.
Em outubro de 1995, Damji foi sentenciada a seis meses de cadeia na prisão de Rikers Island, em Nova York, por esses e outros crimes relacionados a sua galeria de arte: cinco acusações de furto, posse de documento falsificado e alteração de documentos oficiais. Ela também foi condenada a pagar $72.000,00 para as suas vítimas e foi-lhe dado quatro anos de liberdade condicional.
Durante o tempo em que Damji estava em liberdade condicional, ela teria cometido outros crimes. Quando um mandado de prisão foi posteriormente emitido, ela fugiu dos EUA. Damji, em seguida, fugiu para a África do Sul. Lá, ela cometeu outros crimes financeiros, pelos quais foi deportada.

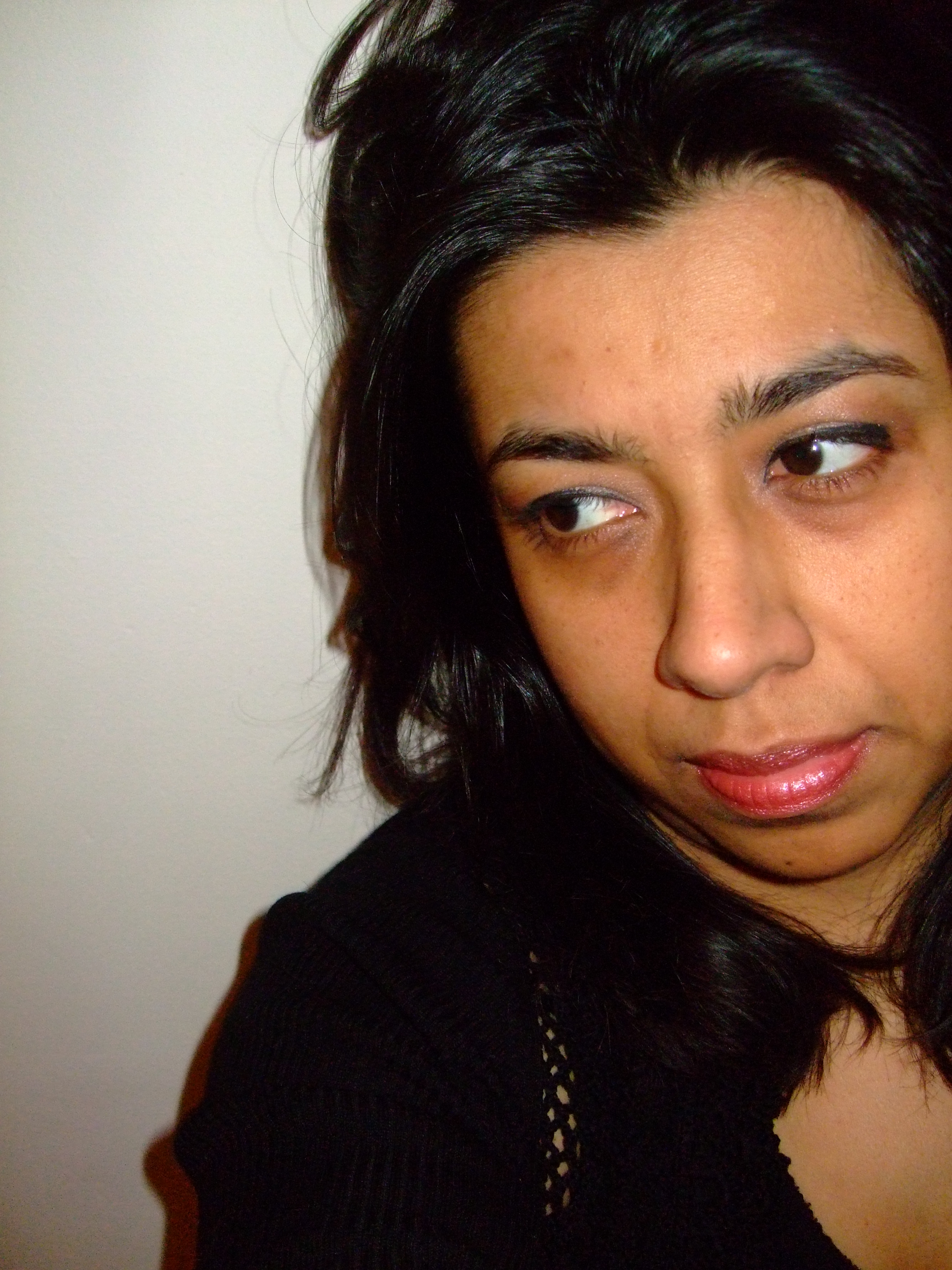

## Nos EUA: Crimes financeiros
Damji então retornou ao Reino Unido. Lá, ela fundou e se tornou a editora da revista sobre estilo de vida: Another Generation (originalmente Indobrit), tendo sido cancelada após 09 edições. Vários escritores, fotógrafos e outros contribuidores da revista ou não foram pagos pelos seus serviços ou receberam cheques sem fundo. Durante esse tempo, ela também escreveu artigos para a mídia tradicional e mídia focada para grupos minoritários, incluindo uma coluna para o Birmingham Post, um artigo na New Statesman, e outro artigo para o The Observer.
Em outubro de 2002, Damji roubou o cartão de crédito da babá de seus filhos; ela gerou um débito no cartão totalizando £3.903,00. Ela foi presa por isso e então foi liberada mediante fiança. Enquanto estava solta por conta da fiança, ela roubou outro cartão de crédito de seu assistente administrativo, gerando um débito no seu cartão em um total de £1.030,00. Ela foi presa e novamente liberada mediante fiança. Em 2004, enquanto estava solta graças a fiança, voltou a roubar outro cartão de crédito e vez outra dívida nele. Ela também cometeu outros furtos.
O julgamento pelos crimes cometidos em 2002–2004, foi planejado para ocorrer em fevereiro de 2005. Antes do Julgamento, contudo, Damji ligou para a principal testemunha do caso e fingiu ser o Promotor do Ministério Público, avisando que a testemunha não precisaria comparecer na Corte. Consequentemente, a testemunha não compareceu e o julgamento teve que ser adiado. Enquanto o processo era adiado, Damji roubou mais cartões de crédito e cometeu outros crimes.
Em 14 de maio de 2005, Damji foi presa e dessa vez a fiança foi recusada. Depois, ocorreu o julgamento e este foi concluído em 13 de outubro de 2005. Damji se declarou culpada por seis acusações de roubo, onze por calote e duas acusações por obstrução da justiça. Os roubos totalizaram em média £50.000,00. Damji foi sentenciada a três anos e meio de prisão. O Juiz que presidiu a audiência a descreveu como "Totalmente desonesta e manipuladora".
Damji foi posta em liberdade pela Downview Prison temporariamente em 22 de julho de 2006, para participar de uma reunião com o seu tutor da Open University, mas não retornou no mesmo dia, conforme havia sido estipulado. Ela foi presa novamente pela polícia cinco dias depois, em 27 de julho.
Enquanto Damji estava na prisão, ela começou a escrever a sua autobiografia, tendo terminado de escreve-la pouco depois de ser posta em liberdade. O livro foi posteriormente publicado em julho de 2009, com o título "Try Me". No livro, Damji alega estar reabilitada e que seu passado criminoso foi superado.
Semanas após ter saído da prisão, Damji começou a cometer outras fraudes. Em julho de 2009, Damji se declarou culpada de três acusações de representar falsamente a Hammersmith and Fulham London Borough Council, o que incluía fraudes em benefícios no valor de £17.000,00. Adicionalmente, se declarou culpada de duas acusações de representação falsa contra locadores, o que resultou na fraude contra um locador no valor de £7.685,00. Em 29 de janeiro de 2010 Damji foi sentenciada a 15 meses de cadeia.  No julgamento, o juiz disse: "O nível de desonestidade em cada aspecto do caso é tão persistente que é o tipo de situação que eu nunca me deparei antes".
Em março de 2011, Damji fundou a empresa "Kazuri Properties". A empresa alegava ter estabelecido um "centro de heróis" para ajudar soldados e militares que foram presos. Uma investigação feita pelo The Sunday Times descobriu que o centro não existia e concluiu que o plano de Damji era "tirar vantagem dos fundos governamentais para a reabilitação de presos". Desde então a empresa foi dissolvida.
Em setembro de 2013, Damji fundou a companhia "Coming Home" (em português: "Voltando para casa"); ela alegava que a companhia iria ajudar jovens mulheres a encontrar emprego.  Uma carta anunciou o início das atividades da empresa convidando as pessoas para um evento no Castelo de Cardiff, e disse que o presidente do grupo Means (uma instituição focada em programas sociais) estaria no evento. Uma investigação feita pela Wales Online, contudo, descobriu que a "City of Cardiff Council", que é a instituição dona do Castelo de Cardiff, desconhecia o evento e não havia recebido qualquer tipo de reserva para o Castelo. Ainda, o presidente do Grupo Mears disse "Não temos negócios financeiros com a Sra. Damji ou a sua organização".  A empresa de Damji foi dissolvida em abril de 2015.

## Crimes de stalking
Em 19 de agosto de 2016, Damji foi presa por cinco anos, depois de se declarar culpada de três acusações por stalking. Ela havia sido acusada originariamente com uma acusação de stalking, em 09 de janeiro de 2014, sendo liberada mediante fiança pouco tempo depois. Enquanto ela estava em liberdade por conta da fiança, ela cometeu os outros dois crimes de stalking: uma com o mesmo homem vítima da primeira acusação e outra com um homem diferente. Ela os perseguia usando a alcunha Farah Dan, além de outros nomes falsos. A perseguição contra a primeira vítima incluía a seguinte cadeia de eventos: envio de mais de 180 ligações e mensagens de texto, envio de e-mails aos sócios e amigos do homem, invenção de falsas acusações de violência doméstica contra a sua esposa, envio de material pornográfico explícito ao seu filho de 16 anos e ameaças de abusar sexualmente a sua filha de 6 anos.
Damji havia sido anteriormente acusada de stalkear o escritor William Dalrymple, em 2004. William notificou a polícia britânica o ocorrido, mas nenhuma acusação formal pôde ser feita, pois as alegadas perseguições ocorreram quando Damji seguia William para a Índia, de tal forma que os fatos estavam fora da jurisdição Britânica. 
Durante o final dos anos 1990, quando Damji morava nos Estados Unidos, ela supostamente "Aterrorizou vários ex-namorados com uma intensidade semelhante à de Atração Fatal".
Em setembro de 2017, enquanto estava presa em "Bronzefield Prison", Damji deu entrada em um pedido de informações ao Ministério da Justiça. O Pedido era para informações relacionadas a mulheres presas sob a supervisão de um determinado funcionário da prisão. O Ministério decidiu rejeitar o pedido, por considera-lo vexatório. Em fevereiro de 2018, Damji apelou da decisão do Ministério para o Gabinete do Comissário de Informação (sigla em inglês "ICO"). Em 6 de junho de 2018, a ICO manteve a decisão do Ministério Público e observou ainda que a "linguagem rude usada por Damji dirigida a um indivíduo específico sugere que ela tem um problema pessoal com a pessoa mencionada em seu pedido". Em 4 de julho de 2018, Damji apelou da decisão da ICO para o Tribunal de Primeira Instância, e em 27 de novembro de 2018, o Tribunal rejeitou a sua apelação.